# Raffa (Puegnago del Garda)
Raffa è una frazione del comune bresciano di Puegnago del Garda.

## Storia
La località era un piccolo villaggio agricolo della Riviera di Salò di antica origine.
Raffa divenne frazione di San Felice con Cisano su ordine di Napoleone, ma gli austriaci annullarono la decisione dopo il loro arrivo nel 1816 con il Regno Lombardo-Veneto.
Dopo l'unità d'Italia, il paese crebbe da trecento a quattrocento abitanti. Fu il fascismo a decidere la soppressione del comune unendolo a Puegnago.

### Simboli
Mosè Bettini nel suo volume Puegnago del Garda (1974) riporta che il comune di Raffa fino al 1928, quando venne aggregato a Puegnago, aveva in uso uno  stemma raffigurante una losanga con all'interno tre cerchi posti 1, 2 e alla loro base la lettera maiuscola R.